# M2 (entreprise)
Pour les articles homonymes, voir M2.
M2 (エムツー, emutsu) est une entreprise japonaise fondée en 1991, basée à Tokyo, qui exerce son activité dans le développement et l'édition de jeux vidéo. Elle est spécialisée dans le portage et d'émulation de jeux vidéo sur des supports plus récents, comme la Console virtuelle (Wii) ou les jeux compris dans Sega 3D Classics Collection.

## Jeux développés
| Titre                                                                     | Système                                               | Support                                                                                           | Date |
| ------------------------------------------------------------------------- | ----------------------------------------------------- | ------------------------------------------------------------------------------------------------- | ---- |
| Gauntlet IV                                                               | Mega Drive                                            | Cartouche                                                                                         | 1993 |
| Gunstar Heroes                                                            | Game Gear                                             | Cartouche                                                                                         | 1995 |
| Doki Doki Poyacchio                                                       | PlayStation                                           | CD-ROM                                                                                            | 1998 |
| Sakura Taisen                                                             | Windows                                               | DVD-ROM                                                                                           | 1999 |
| Sakura Taisen                                                             | Dreamcast                                             | GD-ROM                                                                                            | 2000 |
| First Kiss Monogatari                                                     | Dreamcast                                             | GD-ROM                                                                                            | 2002 |
| Sega Ages 2500 Series Vol. 20: Space Harrier Complete Collection          | PlayStation 2                                         | DVD-ROM                                                                                           | 2005 |
| Sega Ages 2500 Series Vol. 21: SDI & Quartet - Sega System 16 Collection  | PlayStation 2                                         | DVD-ROM                                                                                           | 2005 |
| Sega Rally Championship (portage intégré dans Sega Rally 2006)            | PlayStation 2                                         | DVD-ROM                                                                                           | 2006 |
| Sega Ages 2500 Series Vol. 24: Last Bronx - Tokyo Bangaichi               | PlayStation 2                                         | DVD-ROM                                                                                           | 2006 |
| Sega Ages 2500 Series Vol. 25: Gunstar Heroes Treasure Box                | PlayStation 2                                         | DVD-ROM                                                                                           | 2006 |
| Sega Ages 2500 Series Vol. 28: Tetris Collection                          | PlayStation 2                                         | DVD-ROM                                                                                           | 2006 |
| Mushihimesama Futari                                                      | Xbox 360                                              | DVD-ROM, Distribution numérique (Xbox Live Arcade)                                                | 2006 |
| Sega Ages 2500 Series Vol. 29: Monster World Complete Collection          | PlayStation 2                                         | DVD-ROM                                                                                           | 2007 |
| Sega Ages 2500 Series Vol. 30: Galaxy Force II - Special Extended Edition | PlayStation 2                                         | DVD-ROM                                                                                           | 2007 |
| Sega Ages 2500 Series Vol. 31: Dennou Senki Virtual On                    | PlayStation 2                                         | DVD-ROM                                                                                           | 2007 |
| Konami Classics Series: Arcade Hits                                       | Nintendo DS                                           | cartouche                                                                                         | 2007 |
| Namco Museum DS                                                           | Nintendo DS                                           | cartouche                                                                                         | 2007 |
| TwinBee Portable                                                          | PlayStation Portable                                  | UMD                                                                                               | 2007 |
| Sega Ages 2500 Series Vol. 32: Phantasy Star Complete Collection          | PlayStation 2                                         | DVD-ROM                                                                                           | 2008 |
| Sega Ages 2500 Series Vol. 33: Fantasy Zone Complete Collection           | PlayStation 2                                         | DVD-ROM                                                                                           | 2008 |
| Otomedius G                                                               | Xbox 360                                              | Distribution numérique (Xbox Live Arcade)                                                         | 2008 |
| Gradius Rebirth                                                           | Wii                                                   | Distribution numérique (WiiWare)                                                                  | 2008 |
| Contra ReBirth                                                            | Wii                                                   | Distribution numérique (WiiWare)                                                                  | 2009 |
| Castlevania: The Adventure ReBirth                                        | Wii                                                   | Distribution numérique (WiiWare)                                                                  | 2009 |
| Shining Hearts                                                            | PlayStation Portable                                  | UMD                                                                                               | 2010 |
| Salamander Portable                                                       | PlayStation Portable                                  | Distribution numérique (PlayStation Network)                                                      | 2010 |
| NEOGEO Station                                                            | PlayStation 3, PlayStation Portable, PlayStation Vita | Distribution numérique                                                                            | 2010 |
| Sega Vintage Collection: Monster World                                    | PlayStation 3, Xbox 360                               | Distribution numérique (PlayStation Network et Xbox Live Arcade)                                  | 2012 |
| Sega Vintage Collection: Alex Kidd & Co.                                  | PlayStation 3, Xbox 360                               | Distribution numérique (PlayStation Network et Xbox Live Arcade)                                  | 2012 |
| Sega Vintage Collection: Golden Axe                                       | PlayStation 3, Xbox 360                               | Distribution numérique (PlayStation Network et Xbox Live Arcade)                                  | 2012 |
| Sega Vintage Collection: Streets of Rage                                  | PlayStation 3, Xbox 360                               | Distribution numérique (PlayStation Network et Xbox Live Arcade)                                  | 2012 |
| Sega Vintage Collection: ToeJam and Earl                                  | PlayStation 3, Xbox 360                               | Distribution numérique (PlayStation Network et Xbox Live Arcade)                                  | 2012 |
| Sega Vintage Collection: Monster World IV                                 | PlayStation 3                                         | Distribution numérique (PlayStation Network)                                                      | 2012 |
| Sega Vintage Collection: Wonder Boy in Monster Land                       | PlayStation 3                                         | Distribution numérique (PlayStation Network)                                                      | 2012 |
| Sega Vintage Collection: Super Hang-On                                    | PlayStation 3                                         | Distribution numérique (PlayStation Network)                                                      | 2012 |
| Sega Vintage Collection: The Revenge of Shinobi                           | PlayStation 3                                         | Distribution numérique (PlayStation Network)                                                      | 2012 |
| Sega Vintage Collection: ToeJam and Earl in Panic on Funkotron            | PlayStation 3                                         | Distribution numérique (PlayStation Network)                                                      | 2012 |
| 3D Space Harrier                                                          | Nintendo 3DS                                          | Distribution numérique (Nintendo eShop), cartouche (dans Sega 3D Fukkoku Archives)                | 2012 |
| Sega Vintage Collection: Castle of Illusion                               | PlayStation 3                                         | Distribution numérique (PlayStation Network)                                                      | 2013 |
| 3D Super Hang-On                                                          | Nintendo 3DS                                          | Distribution numérique (Nintendo eShop), cartouche (dans Sega 3D Fukkoku Archives 3: Final Stage) | 2013 |
| 3D Sonic the Hedgehog                                                     | Nintendo 3DS                                          | Distribution numérique (Nintendo eShop), cartouche (dans Sega 3D Classics Collection)             | 2013 |
| 3D Altered Beast                                                          | Nintendo 3DS                                          | Distribution numérique (Nintendo eShop), cartouche (dans Sega 3D Classics Collection)             | 2013 |
| 3D Ecco the Dolphin                                                       | Nintendo 3DS                                          | Distribution numérique (Nintendo eShop), cartouche (dans Sega 3D Fukkoku Archives)                | 2013 |
| 3D Galaxy Force II                                                        | Nintendo 3DS                                          | Distribution numérique (Nintendo eShop), cartouche (dans Sega 3D Classics Collection)             | 2013 |
| 3D Shinobi III: Return of the Ninja Master                                | Nintendo 3DS                                          | Distribution numérique (Nintendo eShop), cartouche (dans Sega 3D Fukkoku Archives)                | 2013 |
| 3D Streets of Rage                                                        | Nintendo 3DS                                          | Distribution numérique (Nintendo eShop), cartouche (dans Sega 3D Fukkoku Archives)                | 2013 |
| 3D After Burner II                                                        | Nintendo 3DS                                          | Distribution numérique (Nintendo eShop), cartouche (dans Sega 3D Fukkoku Archives 3: Final Stage) | 2013 |
| Ahoge Chanbara                                                            | IOS                                                   | Distribution numérique (App Store                                                                 | 2013 |
| Capcom Arcade Cabinet                                                     | PlayStation 3, Xbox 360                               | Distribution numérique (PlayStation Network, Xbox Live Arcade)                                    | 2013 |
| 3D Fantasy Zone II: The Tears of Opa-Opa                                  | Nintendo 3DS                                          | Distribution numérique (Nintendo eShop), cartouche (dans Sega 3D Classics Collection)             | 2014 |
| 3D Out Run                                                                | Nintendo 3DS                                          | Distribution numérique (Nintendo eShop), cartouche (dans Sega 3D Fukkoku Archives)                | 2014 |
| 3D Out Run 3-D                                                            | Nintendo 3DS                                          | cartouche (dans Sega 3D Fukkoku Archives)                                                         | 2014 |
| 3D Space Harrier 3-D                                                      | Nintendo 3DS                                          | cartouche (dans Sega 3D Fukkoku Archives)                                                         | 2014 |
| 3D Fantasy Zone II W                                                      | Nintendo 3DS                                          | Distribution numérique (Nintendo eShop), cartouche (dans Sega 3D Classics Collection)             | 2014 |
| Fantasy Zone: Opa-Opa Brothers                                            | Nintendo 3DS                                          | cartouche (dans Sega 3D Fukkoku Archives)                                                         | 2014 |
| 3D Thunder Blade                                                          | Nintendo 3DS                                          | Distribution numérique (Nintendo eShop), cartouche (dans Sega 3D Classics Collection)             | 2014 |
| 3D Streets of Rage II                                                     | Nintendo 3DS                                          | Distribution numérique (Nintendo eShop), cartouche (dans Sega 3D Fukkoku Archives 3: Final Stage) | 2015 |
| 3D Gunstar Heroes                                                         | Nintendo 3DS                                          | Distribution numérique (Nintendo eShop), cartouche (dans Sega 3D Fukkoku Archives 3: Final Stage) | 2015 |
| 3D Sonic the Hedgehog 2                                                   | Nintendo 3DS                                          | Distribution numérique (Nintendo eShop), cartouche (dans Sega 3D Fukkoku Archives 3: Final Stage) | 2015 |
| Maze Hunter 3-D                                                           | Nintendo 3DS                                          | cartouche (dans Sega 3D Classics Collection)                                                      | 2015 |
| Skullgirls 2nd Encore                                                     | Arcade                                                | PCB                                                                                               | 2015 |
| Yakuza 0 (mini-jeux rétro)                                                | PlayStation 3, PlayStation 4, Windows                 | Blu-ray, Distribution numérique (PlayStation Network, Steam)                                      | 2015 |
| 3D Alien Syndrome                                                         | Nintendo 3DS                                          | cartouche (dans Sega 3D Fukkoku Archives 3: Final Stage)                                          | 2016 |
| 3D Champion Boxing                                                        | Nintendo 3DS                                          | cartouche (dans Sega 3D Fukkoku Archives 3: Final Stage)                                          | 2016 |
| 3D Columns                                                                | Nintendo 3DS                                          | cartouche (dans Sega 3D Fukkoku Archives 3: Final Stage)                                          | 2016 |
| 3D Girl's Garden                                                          | Nintendo 3DS                                          | cartouche (dans Sega 3D Fukkoku Archives 3: Final Stage)                                          | 2016 |
| 3D Turbo OutRun                                                           | Nintendo 3DS                                          | cartouche (dans Sega 3D Fukkoku Archives 3: Final Stage)                                          | 2016 |
| Battle Garegga Rev.2016                                                   | PlayStation 4, Xbox One, Nintendo Switch, Windows     | Blu-ray, Distribution numérique (PlayStation Network, Microsoft Store)                            | 2016 |
| Yakuza 6 (mini-jeux rétro)                                                | PlayStation 4                                         | Blu-ray, Distribution numérique (PlayStation Network)                                             | 2016 |
| Dangun Feveron                                                            | PlayStation 4, Xbox One                               | Distribution numérique (PlayStation Network, Microsoft Store)                                     | 2017 |
| Sorcer Striker                                                            | PlayStation 4                                         | Distribution numérique (PlayStation Network)                                                      | 2017 |
| Collection of Mana                                                        | Nintendo Switch                                       | Cartouche, distribution numérique (Nintendo eShop)                                                | 2017 |
| Ketsui: Kizuna Jigoku Tachi                                               | PlayStation 4                                         | Blu-ray, Distribution numérique (PlayStation Network)                                             | 2018 |
| Mega Man X: Legacy Collection                                             | PlayStation 4, Xbox One                               | Blu-ray, cartouche, Distribution numérique (PlayStation Network, Microsoft Store, Nintendo eShop) | 2018 |
| Mega Man X: Legacy Collection 2                                           | PlayStation 4, Xbox One, Nintendo Switch, Windows     | Blu-ray, cartouche, Distribution numérique (PlayStation Network, Microsoft Store, Nintendo eShop) | 2018 |
| Tetris                                                                    | Mega Drive (ROM incluse dans la Mega Drive Mini)      | ROM incluse dans la Mega Drive Mini                                                               | 2019 |
| Darius                                                                    | Mega Drive                                            | ROM incluse dans la Mega Drive Mini                                                               | 2019 |
| Darius Cozmic Collection                                                  | Nintendo Switch                                       | Cartouche, distribution numérique (Nintendo eShop)                                                | 2019 |
| Castlevania Anniversary Collection                                        | Nintendo Switch, Xbox One, PlayStation 4, Windows     | Cartouche, Blu-ray, distribution numérique (Nintendo eShop, Microsoft Store, PlayStation Network) | 2019 |
| Contra Anniversary Collection                                             | Nintendo Switch, Xbox One, PlayStation 4, Windows     | Cartouche, Blu-ray, distribution numérique (Nintendo eShop, Microsoft Store, PlayStation Network) | 2019 |
| Castlevania Advance Collection                                            | Nintendo Switch, Xbox One, PlayStation 4, Windows     | Cartouche, Blu-ray, distribution numérique (Nintendo eShop, Microsoft Store, PlayStation Network) | 2021 |
| Castlevania Dominus Collection                                            | Nintendo Switch, Xbox One, PlayStation 5, Windows     | Cartouche, Blu-ray, distribution numérique (Nintendo eShop, Microsoft Store, PlayStation Network) | 2024 |
| Gradius Origins                                                           | Nintendo Switch, Xbox One, PlayStation 5, Windows     | Cartouche, Blu-ray, distribution numérique (Nintendo eShop, Microsoft Store, PlayStation Network) | 2025 |

| Titre                                                                                             | Date      |
| ------------------------------------------------------------------------------------------------- | --------- |
| Console virtuelle de la Wii (Mega Drive, Master System, MSX, Système d'arcade pour les jeux Sega) | 2006-2010 |
| Mega Drive Mini                                                                                   | 2019      |
| PC-Engine Mini                                                                                    | 2020      |
| Game Gear Micro                                                                                   | 2020      |